# Morra De Sanctis
Morra De Sanctis – miejscowość i gmina we Włoszech, w regionie Kampania, w prowincji Avellino.
Według danych na 1 stycznia 2022 roku gminę zamieszkiwało 1131 osób (544 mężczyzn i 587 kobiet).